# الصمت (فلم 1998)
الصمت (بالفارسية: سكوت) فيلم إيراني عُرض عام 1998. من إخراج محسن مخملباف يدور الفيلم حول طفلٍ صغير في طاجيكستان، يهتم بالموسيقى ويعيرها انتباهًا قويًا، يحاول أن يكسب المال من أجل أن يعيل عائلته.

## ملخص القصة
يعيش خورشيد مع والدته في منزل بقرب من نهرٍ في طاجيكستان، ويأتي المالك كل صباح لطلب الإيجار. حتى أصبح على خورشيد أن يدفع المال مقابل البقاء في المنزل. لقد منحه العمى الذي أصيب به مهارةً مذهلة في ضبط الآلات الموسيقية التي حصل عليها في وظيفته في ورشة عمل صنع الآلات. وهكذا فقد تفنن خورشيد بالموسيقى الرنانة في كل وقت. عندما يسمع مسرحية موسيقيةً رائعة، يفقد مسار الزمان والمكان. هذا ما يجعله يفقد مكانه ويتعين عليه العمل في وقت متأخر. يكافح من أجل إيجاد توازن بين حبه للموسيقى ومهمته كمعيل.

## فريق التمثيل
- تهمينه نورماتوفا في دور خورشيد
- Nadereh Abdelahyeva مثل Nadereh
- Goibibi Ziadolahyeva كأم خورشيد

## الجوائز
- في عام 1998 فاز الفيلم بما يلي:
  - جائزة "CinemAvvenire": السينما، الإنسان، الطبيعة - محسن مخملباف
  - جائزة سيرجيو تراساتي - تقدير خاص - محسن مخملباف
  - رئيس الميدالية الذهبية لمجلس الشيوخ الإيطالي - محسن مخملباف

## روابط خارجية
- الصمت على موقع IMDb (الإنجليزية)
- الصمت على موقع نتفليكس (الإنجليزية)
- الصمت على موقع ألو سيني (الفرنسية)
- الصمت على موقع Turner Classic Movies (الإنجليزية)
- الصمت على موقع أول موفي (الإنجليزية)
- الصمت على موقع قاعدة بيانات الأفلام السويدية (السويدية)
- الصمت على موقع قاعدة بيانات الفيلم (الإنجليزية)
- الصمت على موقع ليتربوكسد (الإنجليزية)
- الصمت على موقع كينوبويسك (الروسية)